# Zander Schloss
Zander Schloss é um músico e ator estadounidense mais conhecido como baixista das bandas Circle Jerks e The Weirdos. Schloss também participou de diversos filmes cult independentes. Sua primeira aparição nas telas foi no papel de "Kevin the Nerd" em Repo Man.

## Biografia
Schloss começou sua carreira com a banda de funk The Juicy Bananas, com quem tocou durante dois anos, depois disso se juntou ao Circle Jerks em 1984, com quem gravou dois álbuns de estúdio. Se separou da banda para se juntar a Joe Strummer tocando diversos instrumentos em turnês do Latino Rockabilly War. Nos anos 1990 se reuniu com o Circle Jerks para um turnê nos Estados Unidos, acabou gravando mais um álbum de estúdio (Oddities, Abnormalities and Curiosities) com a banda e permaneceu como membro ativo até o seu fim em 2010.
Schloss também tocou nas bandas The Weirdos, Too Free Stooges e Thelonious Monster.
Foi chamado para uma turnê pela Austrália com os Red Hot Chilli Peppers para substituir o guitarrista John Frusciante que havia saído da banda na década de 1990, mas não se juntou à banda.
Zander trabalhou no projeto El Patrullero em 1991 como compositor e gravou com Robi Draco Rosa o álbum Frio em 1994.

## Discografia

### Sean Wheeler e Zander Schloss
- - Walk Thee Invisible (2010, LP)

### comJoe Strummer
- - Walker (1987, LP)
  - Permanent Record (1988, LP)
  - Trash City (1988, LP)
  - Earthquake Weather (1989, LP)

### comDie' Hunns
- - You Rot Me (2006, LP)
- The Gousters (2005, LP)

### com Thelonious Monster
- - Beautiful Mess (1992, LP)

### com Bob Forrest
- - Modern Folk And Blues Wednesday (2006, LP)

### com The Too Free Stooges
- - Roadside Prophets (1992, LP)

### comMagnificent Bastards
- - Working Class Hero (1995, LP)
  - Mockingbird Girl (1995, LP)
  - 12 bar blues (1998, LP)

### comLow & Sweet Orchestra
- - Goodbye to All That (1996, LP)

### comMike Watt
- - Ball-Hog Or Tugboat? (1994, LP)

### com RobiDraco Rosa
- - Frio (1991, LP)
  - Vino (2008, LP)

### com Stan Ridgway
- - Floundering (1994, LP)

### com Mike Martt
- - Tomorrow Shines Bright (2003, LP)

### comThe Weirdos
- - Live On The Radio (2004, LP)

### comCircle Jerks
- - Wonderful (1985, LP)
  - Sid & Nancy (1986, LP)
  - VI (1987, LP)
  - Gig (1991, LP)
  - Oddities, Abnormalities and Curiosities (1995, LP)
  - The Show Must Go Off! (2005, DVD)
  - TBA (2008/2009, LP)

### comPray for Rain
- - Straight to Hell (1987, LP)

### comThe Juicy Bananas
- - Repo Man (1984, LP)

### Trilhas sonoras
- Repo Man (1984)
- Sid & Nancy (1986)
- Straight to Hell (1987)
- Walker (1987)
- Tapeheads (1988)
- Permanent Record (1988)
- El Patrullero (1991)
- Roadside Prophets (1992)
- Money for Nothing (1993)
- Floundering (1994)
- Tank Girl (1995)
- The Winner (1996)
- The Beatnicks (1996)

## Filmografia
- Repo Man (1984)
- Straight to Hell (1987)
- Walker (1987)
- Tapeheads (1988)
- Money for Nothing (1993)
- Floundering (1994)
- Desperate But Not Serious (1999)
- Fear of a Punk Planet (2001)
- That Darn Punk (2001)
- Average Man (2005)
- American Hardcore (2006)
- The Future is Unwritten (2007)
- Repo Chick (2009)
- Bob and the Monster (2011)